# 米德爾艾蘭 (紐約州)
米德爾艾蘭（英語：Middle Island）是位於美國紐約州薩福克縣的普查規定居民點。

## 人口
根據2020年美國人口普查的數據，米德爾艾蘭的面積為21.44平方千米，當中陸地面積為21.99平方千米，而水域面積為0.15平方千米。當地共有人口10546人，而人口密度為每平方千米491.88人。